# ポーク郡 (ミズーリ州)
ポーク郡（英: Polk County）は、アメリカ合衆国ミズーリ州の西部に位置する郡である。2010年国勢調査での人口は31,137人であり、2000年の26,992人から15.4％増加した。郡庁所在地はボリバー市（人口10.325人）であり、同郡で人口最大の都市でもある。ポーク郡は1835年1月5日に組織化され、郡名はアメリカ合衆国大統領ジェームズ・ポークに因んで名付けられた
ポーク郡はスプリングフィールド大都市圏に属している。

## 歴史
ポーク郡は1835年1月5日にグリーン郡から分離して設立された。当初の領域には、後にデイド郡、ダラス郡、ヒッコリー郡を創設する地域が含まれていた。郡名については、地元開拓者エゼキエル・キャンベルが、その祖父エゼキエル・ポークに因んでポーク郡を提案した。ポークはアメリカ独立戦争時の大佐であり、テネシー州西部の初期開拓者だった。しかし、ミズーリ州議会が郡を創設するために動いたとき、当時アメリカ合衆国下院議長であり、ポーク大佐の別の孫だったジェームズ・ポークに因んで名付けることにした。ジェームズ・ポークは後にアメリカ合衆国大統領になった。

## 地理
アメリカ合衆国国勢調査局に拠れば、郡域全面積は642.46平方マイル (1,664.0 km2)であり、このうち陸地637.20平方マイル (1,650.3 km2)、水域は5.26平方マイル (13.6 km2)で水域率は0.82％である。

### 主要高規格道路
- ミズーリ州道13号線
- ミズーリ州道32号線
- ミズーリ州道83号線
- ミズーリ州道123号線
- ミズーリ州道215号線

### 隣接する郡
- ヒッコリー郡 - 北
- ダラス郡 - 東
- グリーン郡 - 南
- デイド郡 - 南西
- シーダー郡 - 西
- セントクレア郡 - 北西

## 人口動態
以下は2000年の国勢調査による人口統計データである。
| 基礎データ - 人口: 26,992人 - 世帯数: 9,917 世帯 - 家族数: 7,140 家族 - 人口密度: 16人/km2（42人/mi2） - 住居数: 11,183軒 - 住居密度: 7軒/km2（18軒/mi2） 人種別人口構成 - 白人: 97.26% - アフリカン・アメリカン: 0.45% - ネイティブ・アメリカン: 0.67% - アジア人: 0.19% - 太平洋諸島系: 0.03% - その他の人種: 0.33% - 混血: 1.06% - ヒスパニック・ラテン系: 1.30% 年齢別人口構成 - 18歳未満: 25.7% - 18-24歳: 12.6% - 25-44歳: 25.5% - 45-64歳: 20.8% - 65歳以上: 15.3% - 年齢の中央値: 35歳 - 性比（女性100人あたり男性の人口） - 総人口: 94.9 - 18歳以上: 90.9 | 世帯と家族（対世帯数） - 18歳未満の子供がいる: 33.0% - 結婚・同居している夫婦: 60.5% - 未婚・離婚・死別女性が世帯主: 8.2% - 非家族世帯: 28.0% - 単身世帯: 23.2% - 65歳以上の老人1人暮らし: 10.7% - 平均構成人数 - 世帯: 2.56人 - 家族: 3.02人 収入と家計 - 収入の中央値 - 世帯: 26,656米ドル - 家族: 35,843米ドル - 性別 - 男性: 25,383米ドル - 女性: 18,799米ドル - 人口1人あたり収入: 13,645米ドル - 貧困線以下 - 対人口: 16.3% - 対家族数: 11.1% - 18歳未満: 20.0% - 65歳以上: 12.0% |

## 都市と町
| - アルドリッチ - ボリバー - 郡庁所在地 - ブライトン | - ダンガン - ユードラ - フェアプレー | - フレミントン - グッドサン - グッドナイト | - ハーフウェイ - ヒューマンズビル - モリスビル | - プレザントホープ - ポーク - ティンタウン |

## 新聞
- ボリバー・ヘラルド・フリープレス、週2回発行

## 政治

### 地方
ポーク郡の地方レベルでは共和党が完全に政治を支配しており、郡の選挙で選ばれる役職を独占している。

#### 2008年大統領予備選挙
2008年の大統領予備選挙で、ポーク郡は二大政党の候補者をどちらも州全体と全国で二位に終わった者を選んだ。民主党の予備選挙ではヒラリー・クリントンが1位となったが、共和党予備選挙では元アーカンソー州知事のマイク・ハッカビーがクリントンより多い得票で1位になった。